# Ibn Firnas (cratère)
Ibn Firnas est un cratère lunaire situé sur la face cachée de la Lune. Le cratère Ibn Firnas est situé juste à côté des cratères Guyot et Ostwald. Les bords du cratère sont irréguliers et déformés par des impacts ultérieurs notamment par plusieurs craterlets. L'ensemble du cratère est grandement raviné et érodé. Le cratère satellite « Ibn Firnas L » est situé à l'intérieur et sur le rebord sud-est du cratère principal.
En 1976, l'Union astronomique internationale lui a attribué le nom de Ibn Firnas en l'honneur du chimiste et scientifique de l'Andalousie musulmane Abbas Ibn Firnas. 

## Cratères satellites

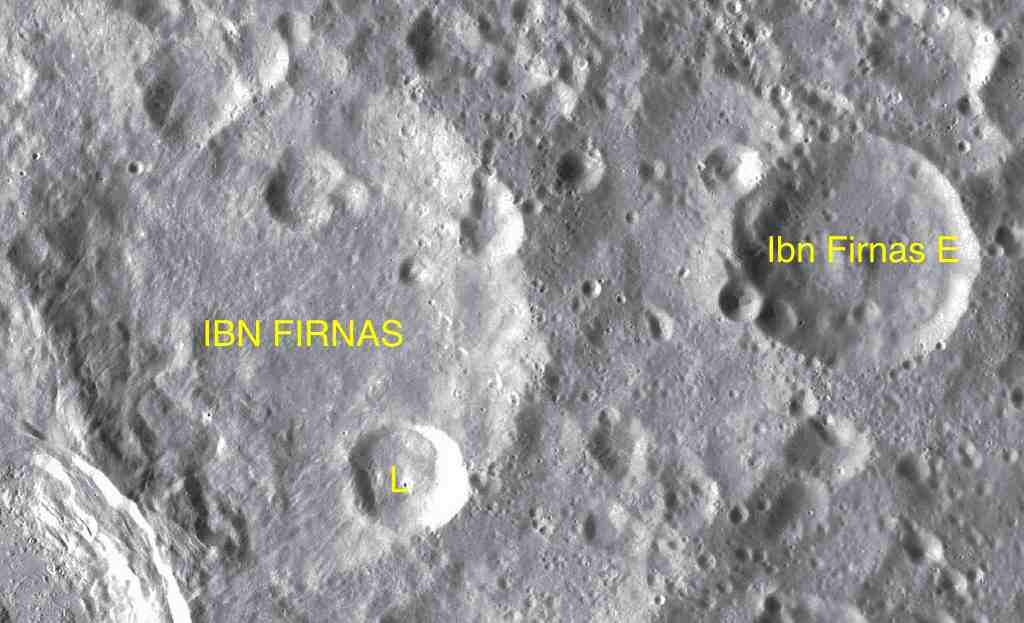
Carte des cratères satellites de Ibn Firnas.

Par convention, les cratères satellites sont identifiés sur les cartes lunaires en plaçant la lettre sur le côté du point central du cratère qui est le plus proche de Abbas Ibn Firnas.
| Ibn Firnas | Latitude | Longitude | Diamètre |
| ---------- | -------- | --------- | -------- |
| E          | 7.5° N   | 125.5° E  | 42 km    |
| L          | 5.9° N   | 123.0° E  | 21 km    |

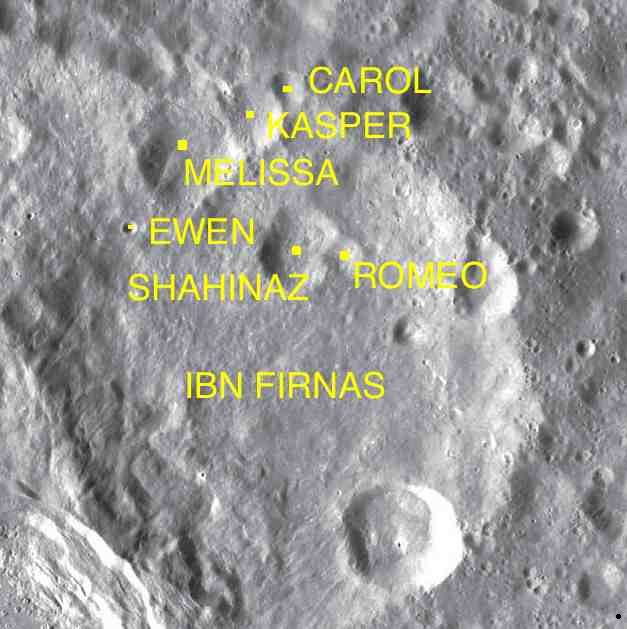
Carte des autres cratères satellites de Ibn Firnas ayant reçu un nom.

D'autres cratères satellites ont reçu un nom par l'union astronomique internationale.
| Cratère  | Coordonnées sélénographiques | Diamètre | Origine du nom           |
| -------- | ---------------------------- | -------- | ------------------------ |
| Carol    | 8,5, 122,3                   | 8 km     | prénom féminin latin     |
| Ewen     | 7,7, 121,4                   | 3 km     | prénom masculin gaélique |
| Kasper   | 8,3, 122,1                   | 12 km    | prénom masculin polonais |
| Melissa  | 8,1, 121,8                   | 18 km    | prénom féminin grec      |
| Romeo    | 7,5, 122,6                   | 8 km     | prénom masculin italien  |
| Shahinaz | 7,5, 122,4                   | 15 km    | prénom féminin turc      |